# Kabocha
Kabocha (カボチャ, La carbassa) és una pel·lícula japonesa muda de comèdia dirigida per Yasujirō Ozu i estrenada el 1928.
La pel·lícula i el seu guió es consideren perduts.

## Sinopsi
Una comèdia sobre un jove i les seves desventures femenines.

## Repartiment
- Tatsuo Saitō: Tōsuke Yamada
- Yurie Hinatsu : Kanako, la seva esposa
- Hidemaru Handa : Kazuo, llur fill petit
- Yōko Kozakura : Chieko, la seva filla
- Takeshi Sakamoto